# Olympische Sommerspiele 1936/Wasserball

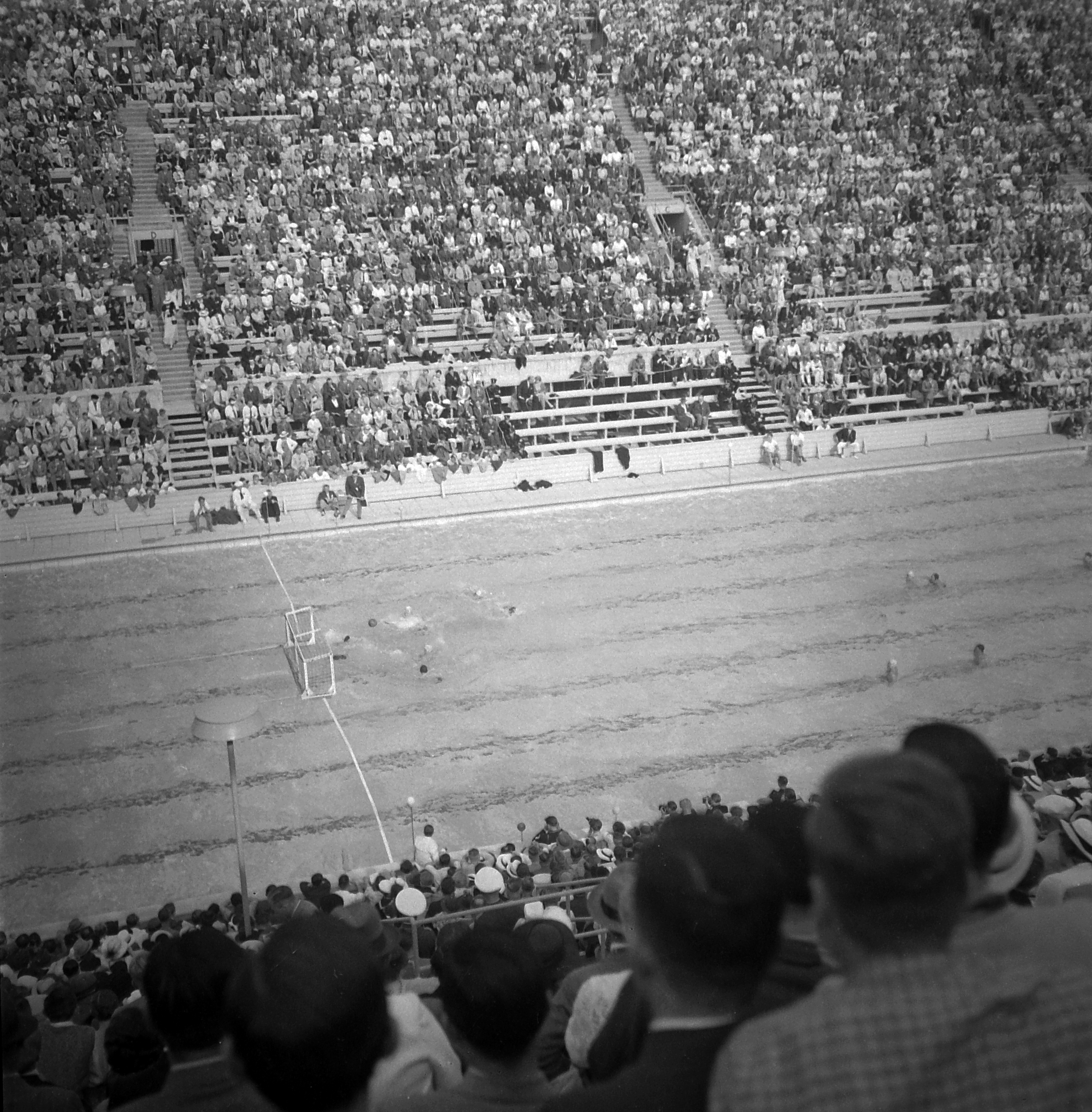
Spielszene

Bei den XI. Olympischen Spielen 1936 in Berlin fand ein Wasserball-Turnier statt. Austragungsort war das Olympia-Schwimmstadion.
Sieben der 16 Nationalmannschaften trainierten im Freibad des havelländischen Nauen, unter anderem der Silbermedaillengewinner Deutschland, sowie Uruguay, Malta, Osterreich, Island, Holland und Schweiz. Als Trainingsgegner halfen unter anderem die Nauener und Spandauer Wasserballer aus.

## Turnier
Jeweils die zwei besten Teams der vier Vorrundengruppen qualifizierten sich für die Zwischenrunde, während die Dritt- und Viertplatzierten ausschieden. Die je zwei besten Teams beider Gruppen der Zwischenrunde spielten um die Plätze 1 bis 4, die übrigen um die Plätze 5 bis 8. Direktbegegnungen in der Vor- und Zwischenrunde zählten jeweils für die darauf folgende Serie.

### Vorrunde
Gruppe I
| Platz | Team               | Siege | Unent. | Ndlg. | Tore | Diff. | Punkte |
| ----- | ------------------ | ----- | ------ | ----- | ---- | ----- | ------ |
| 1.    | Belgien            | 2     | 1      | 0     | 6:4  | + 2   | 5      |
| 2.    | Niederlande        | 1     | 2      | 0     | 5:4  | + 1   | 4      |
| 3.    | Vereinigte Staaten | 1     | 0      | 2     | 7:8  | - 1   | 2      |
| 4.    | Uruguay            | 0     | 1      | 2     | 2:4  | - 2   | 1      |

| 8. August  | 11:25 | Belgien            | Uruguay            | 1:0 (0:0) |
| 8. August  | 16:15 | Niederlande        | Vereinigte Staaten | 3:2 (3:0) |
| 9. August  | 11:30 | Vereinigte Staaten | Uruguay            | 2:1 (0:1) |
| 9. August  | 17:50 | Niederlande        | Belgien            | 1:1 (1:1) |
| 10. August | 11:30 | Niederlande        | Uruguay            | 1:1 (1:0) |
| 10. August | 12:10 | Belgien            | Vereinigte Staaten | 4:3 (3:0) |

Gruppe II
| Platz | Team           | Siege | Unent. | Ndlg. | Tore  | Diff. | Punkte |
| ----- | -------------- | ----- | ------ | ----- | ----- | ----- | ------ |
| 1.    | Ungarn         | 3     | 0      | 0     | 26:02 | + 24  | 6      |
| 2.    | Großbritannien | 2     | 0      | 1     | 13:15 | - 2   | 4      |
| 3.    | Jugoslawien    | 1     | 0      | 2     | 11:08 | + 3   | 2      |
| 4.    | Malta          | 0     | 0      | 3     | 02:27 | - 25  | 0      |

| 8. August  | 12:05 | Großbritannien | Malta          | 8:2 (4:0)  |
| 8. August  | 16:55 | Ungarn         | Jugoslawien    | 4:1 (2:0)  |
| 9. August  | 10:45 | Ungarn         | Malta          | 12:0 (8:0) |
| 9. August  | 18:30 | Großbritannien | Jugoslawien    | 4:3 (3:3)  |
| 10. August | 12:30 | Jugoslawien    | Malta          | 7:0 (5:0)  |
| 10. August | 17:00 | Ungarn         | Großbritannien | 10:1 (3:0) |

Gruppe III
| Platz | Team             | Siege | Unent. | Ndlg. | Tore  | Diff. | Punkte |
| ----- | ---------------- | ----- | ------ | ----- | ----- | ----- | ------ |
| 1.    | Deutsches Reich  | 3     | 0      | 0     | 27:03 | + 24  | 6      |
| 2.    | Frankreich       | 2     | 0      | 1     | 12:10 | + 2   | 4      |
| 3.    | Tschechoslowakei | 1     | 0      | 2     | 07:12 | - 5   | 2      |
| 4.    | Japan            | 0     | 0      | 3     | 04:25 | - 21  | 0      |

| 8. August  | 17:35 | Deutsches Reich  | Frankreich       | 8:1 (5:0)  |
| 8. August  | 18:15 | Tschechoslowakei | Japan            | 4:3 (3:0)  |
| 9. August  | 12:10 | Frankreich       | Japan            | 8:0 (5:0)  |
| 9. August  | 15:50 | Deutsches Reich  | Tschechoslowakei | 6:1 (4:0)  |
| 10. August | 13:30 | Deutsches Reich  | Japan            | 13:1 (5:1) |
| 10. August | 17:40 | Frankreich       | Tschechoslowakei | 3:2 (1:1)  |

Gruppe IV
| Platz | Team       | Siege | Unent. | Ndlg. | Tore  | Diff. | Punkte |
| ----- | ---------- | ----- | ------ | ----- | ----- | ----- | ------ |
| 1.    | Österreich | 3     | 0      | 0     | 17:01 | + 16  | 6      |
| 2.    | Schweden   | 2     | 0      | 1     | 18:02 | + 16  | 4      |
| 3.    | Schweiz    | 1     | 0      | 2     | 07:16 | - 9   | 2      |
| 4.    | Island     | 0     | 0      | 3     | 1:24  | - 23  | 0      |

| 8. August  | 12:45 | Schweiz    | Island   | 7:1 (3:1)  |
| 8. August  | 13:30 | Österreich | Schweden | 2:1 (1:1)  |
| 9. August  | 12:50 | Österreich | Schweiz  | 9:0 (3:0)  |
| 9. August  | 17:10 | Schweden   | Island   | 11:0 (7:0) |
| 10. August | 18:20 | Schweden   | Schweiz  | 6:0 (4:0)  |
| 10. August | 19:00 | Österreich | Island   | 6:0 (3:0)  |

### Zwischenrunde
Gruppe I
| Platz | Team           | Siege | Unent. | Ndlg. | Tore  | Diff. | Punkte |
| ----- | -------------- | ----- | ------ | ----- | ----- | ----- | ------ |
| 1.    | Ungarn         | 3     | 0      | 0     | 21:01 | + 20  | 6      |
| 2.    | Belgien        | 1     | 1      | 1     | 07:05 | + 2   | 3      |
| 3.    | Niederlande    | 0     | 2      | 1     | 05:13 | - 8   | 2      |
| 4.    | Großbritannien | 0     | 1      | 2     | 06:20 | - 14  | 1      |

| 11. August | 11:15 | Niederlande | Großbritannien | 4:4 (3:1) |
| 11. August | 11:45 | Ungarn      | Belgien        | 3:0 (2:0) |
| 12. August | 12:05 | Belgien     | Großbritannien | 6:1 (3:1) |
| 12. August | 12:45 | Ungarn      | Niederlande    | 8:0 (3:0) |

Gruppe II
| Platz | Team            | Siege | Unent. | Ndlg. | Tore  | Diff. | Punkte |
| ----- | --------------- | ----- | ------ | ----- | ----- | ----- | ------ |
| 1.    | Deutsches Reich | 3     | 0      | 0     | 15:03 | + 12  | 6      |
| 2.    | Frankreich      | 2     | 0      | 1     | 07:11 | - 4   | 4      |
| 3.    | Österreich      | 1     | 0      | 2     | 05:08 | - 3   | 2      |
| 4.    | Schweden        | 0     | 0      | 3     | 03:08 | - 5   | 0      |

| 11. August | 16:25 | Deutsches Reich | Österreich | 3:1 (2:0) |
| 11. August | 17:05 | Frankreich      | Schweden   | 2:1 (2:0) |
| 12. August | 16:25 | Frankreich      | Österreich | 4:2 (1:2) |
| 12. August | 17:05 | Deutsches Reich | Schweden   | 4:1 (2:0) |

### Finalrunde
Platz 1 bis 4
| Platz | Team            | Siege | Unent. | Ndlg. | Tore  | Diff. | Punkte |
| ----- | --------------- | ----- | ------ | ----- | ----- | ----- | ------ |
| 1.    | Ungarn          | 2     | 1      | 0     | 10:02 | + 8   | 5      |
| 2.    | Deutsches Reich | 2     | 1      | 0     | 14:04 | + 10  | 5      |
| 3.    | Belgien         | 1     | 0      | 2     | 04:08 | - 4   | 2      |
| 4.    | Frankreich      | 0     | 0      | 3     | 02:16 | - 14  | 0      |

Für die Entscheidung über Platz 1 war das Torverhältnis (nicht die Tordifferenz) maßgeblich.
| 14. August | 17:15 | Belgien         | Frankreich | 3:1 (1:0) |
| 14. August | 17:55 | Deutsches Reich | Ungarn     | 2:2 (1:1) |
| 15. August | 17:15 | Ungarn          | Frankreich | 5:0 (4:0) |
| 15. August | 17:55 | Deutsches Reich | Belgien    | 4:1 (3:0) |

Platz 5 bis 8
| Platz | Team           | Siege | Unent. | Ndlg. | Tore  | Diff. | Punkte |
| ----- | -------------- | ----- | ------ | ----- | ----- | ----- | ------ |
| 5.    | Niederlande    | 2     | 1      | 0     | 13:11 | + 2   | 5      |
| 6.    | Österreich     | 1     | 1      | 1     | 09:09 | 0     | 3      |
| 7.    | Schweden       | 1     | 0      | 2     | 08:08 | 0     | 2      |
| 8.    | Großbritannien | 0     | 2      | 1     | 09:11 | - 2   | 2      |

| 13. August | 12:30 | Niederlande    | Österreich     | 5:4 (3:2) |
| 13. August | 13:10 | Schweden       | Großbritannien | 4:2 (2:1) |
| 14. August | 11:45 | Niederlande    | Schweden       | 4:3 (2:2) |
| 14. August | 12:25 | Großbritannien | Österreich     | 3:3 (2:1) |

### Medaillengewinner
| Rang                   | Medaillengewinner |
| ---------------------- | --- |
| Gold Ungarn            | Mihály Bozsi, Jenő Brandi, György Bródy, Olivér Halassy, Kálmán Hazai, Márton Homonnay, György Kutasi, István Molnár, János Németh, Miklós Sárkány, Sándor Tarics        |
| Silber Deutsches Reich | Bernhard Baier, Fritz Gunst, Josef Hauser, Alfred Kienzle, Paul Klingenburg, Heinrich Krug, Hans Schulze, Gustav Schürger, Helmuth Schwenn, Hans Schneider, Fritz Stolze |
| Bronze Belgien         | Gérard Blitz, Albertus Casteleyns, Joseph de Combe, Pierre Coppieters, Henri Disy, Fernand Isselé, Edmond Michiels, Henri De Pauw, Henri Stoelen                         |

## Quelle
- Volker Kluge: Olympische Sommerspiele. Die Chronik I. Athen 1896 – Berlin 1936. Sportverlag Berlin, Berlin 1997, ISBN 3-328-00715-6, S. 854–855.
- Historisches Nauen Olympische Sommerspiele Nauen 1936